# Molorchus pallidipennis
Molorchus pallidipennis là một loài bọ cánh cứng trong họ Cerambycidae.